# Парафіяльна церква

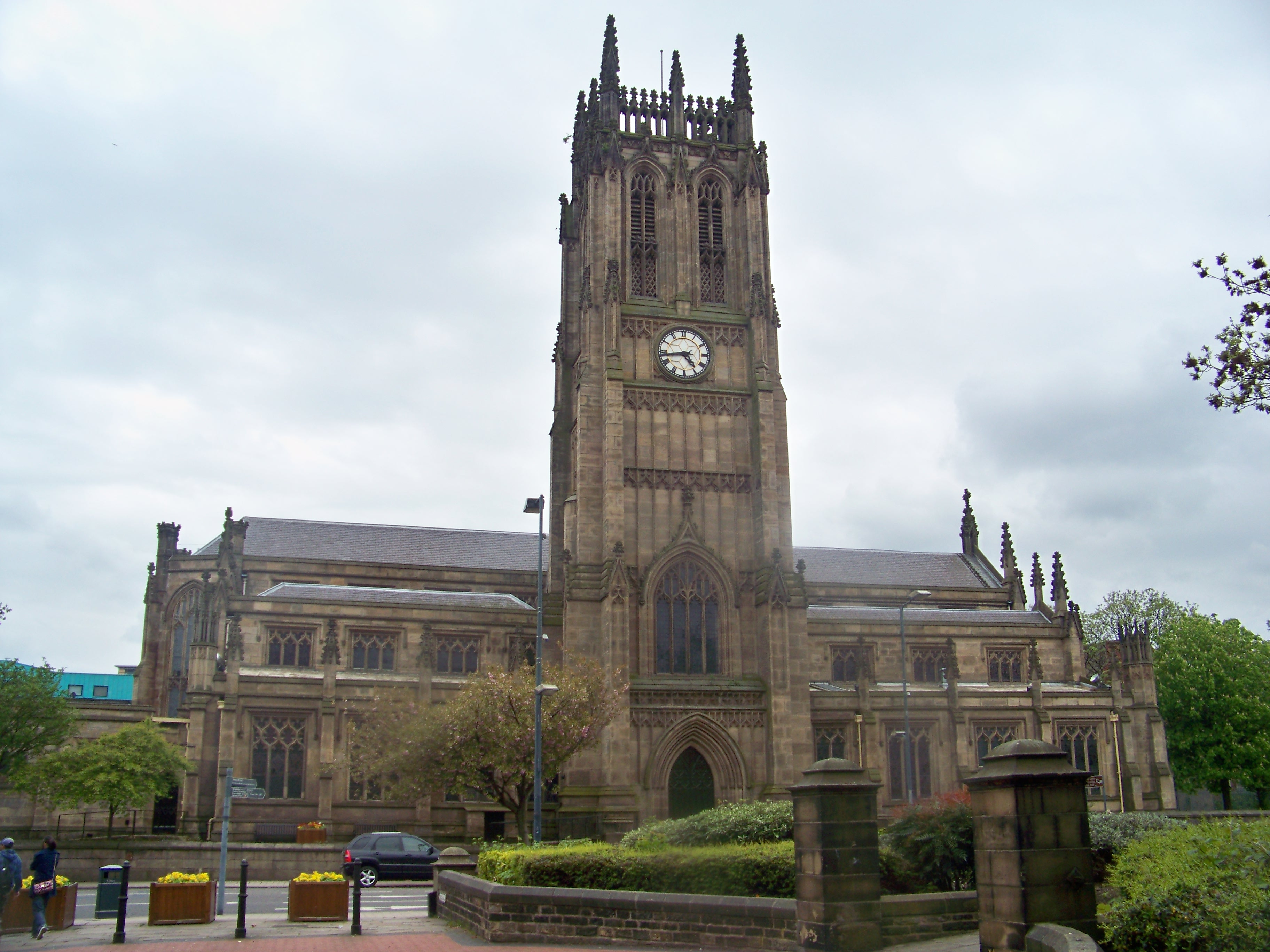
Парафіяльна церква в Лідсі

Парафіяльна церква — християнський храм, який діє як духовний центр парафії, що є адміністративно-територіальною одиницею єпископальної системи церковного управління. Як правило, парафіяльною церквою називають храми і будинки молитви в країнах Європи. Наприклад, пресвітеріанська Церква Шотландії використовує систему парафіяльних церков, яка покриває територію всієї Шотландії. На противагу парафіяльних існують філіальні церкви, які виконують лише частину функцій у віддалених місцевостях.
У багатьох куточках світу, особливо в сільській місцевості, парафіяльні церкви грають найважливішу роль в житті суспільства. Доволі часто в будівлях церкви проводяться і не пов'язані з релігією суспільні події. У минулі часи в комплексі парафіяльних церков разом з храмом будувалися такі будівлі як церковний будинок, парафіяльна школа, богадільня, ратуша та інше. 
У багатьох селах Європи є парафіяльні церкви, засновані ще в Середньовіччя. Церковний прихід в Англії (parish) виник з початку XVI століття через реформацію і слідом за нею знищенням монастирів, які у ту пору годували безземельних бідняків. Громадське забезпечення безземельних селян було передано англійським приходам, які в більшості випадків відповідали селу (township), і їх церквам.

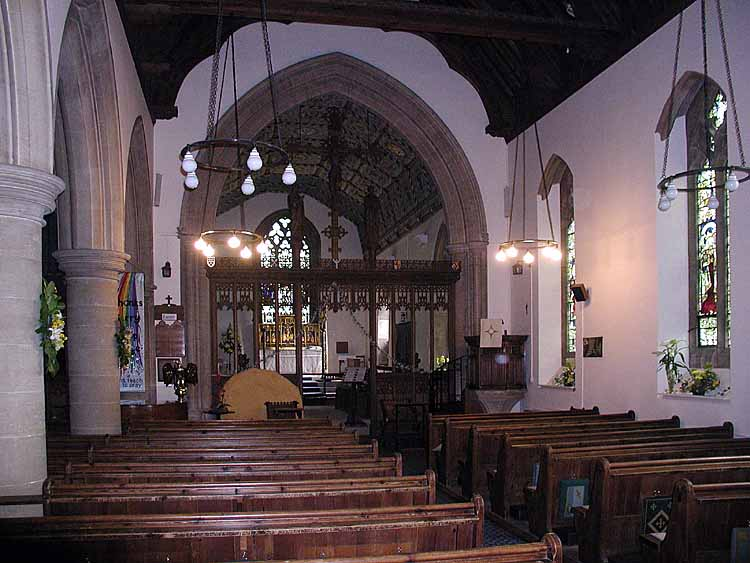
Інтер'єр парафіяльної церкви Св. Лоренса, Англія

У дореволюційній Російській імперії частина храмів була безпарафіяльними; такими були, наприклад, храми при кладовищах і храми при лікарнях.